# Darius Kasparaitis
Darius Kasparaitis (Elektrėnai, 16 ottobre 1972) è un ex hockeista su ghiaccio russo naturalizzato statunitense, nato in Lituania.

## Palmarès

### Olimpiadi
- Oro a Albertville 1992 (con Squadra unificata).
- Argento a Nagano 1998 (con la Russia).
- Bronzo a Salt Lake City 2002 (con la Russia).